# Iris Mountbatten
Iris Mountbatten (nacida Iris Victoria Beatrice Grace Mountbatten, 13 de enero de 1920 - 1 de septiembre de 1982) fue una Actriz y modelo inglesa y la bisnieta de la reina Victoria.

## Biografía
Nació el 13 de enero de 1920 en el Palacio de Kensington y fue la única hija de Alexander Mountbatten, 1.er Marqués de Carisbrooke y la Señora Irene Denison.
Durante la Segunda Guerra Mundial trabajó como auxiliar de enfermería y luego se mudó a los Estados Unidos, donde estudió danza. Se convirtió en actriz y modelo, presentando el programa de televisión en vivo Versatile Varieties, que presentaba a los actores Eva Marie Saint y Eddie Adams.
Iris se ha casado tres veces. En 1941 se casó con el Mayor Hamilton Joseph O'Malley. En 1957 se casó con el guitarrista de jazz estadounidense Michael Neely Bryan. Juntos tuvieron 1 hijo, Robin Alexander (n. 1957-), tiene 3 hijos. En 1965 se casó con el actor y locutor canadiense William Alexander Kemp. De su primer y tercer matrimonio no tuvo descendencia.
Murió de un tumor cerebral el 1 de septiembre de 1982 en el Hospital Wellesley de Toronto, Canadá a la edad de 62 años. Está enterrada en la Iglesia de Santa Mildred, Isla de Wight.